# Linguaggio Bliss
Il linguaggio Bliss o linguaggio iconico Bliss, anche detto in inglese Blissymbolics o Blissymbol, è una lingua ausiliaria internazionale interamente basata su simboli ideografici e pittografici.
È una lingua pianificata che fu concepita come linguaggio sotto forma di disegni e composto da un determinato numero di simboli base, ciascuno dei quali rappresenta un concetto che di volta in volta può essere combinato con altri simboli al fine di rappresentare in forma grafica nuovi concetti.
Il Bliss non corrisponde ad alcuna lingua parlata in particolare e a nessuno dei suoi simboli è associata una pronuncia.

## Storia
Fu pianificata dall'austriaco Charles K. Bliss (1897-1985) dopo la seconda guerra mondiale.
Bliss volle creare una lingua ausiliaria internazionale semplice da imparare e che facilitasse la comunicazione tra persone che non parlano la stessa lingua.
L'autore si ispirò ai caratteri cinesi (i quali, per l'esattezza, sono in massima parte logogrammi piuttosto che ideogrammi) che ebbe modo di studiare durante il suo soggiorno in Cina, nel Ghetto di Shanghai, ove riparò in qualità di rifugiato in fuga dalle persecuzioni antisemite naziste.
Nel 1949 pubblicò il testo Semantography ("semantografia"), nel quale espose i fondamenti del sistema ideografico che concepì.
L'idea di Charles K. Bliss di proporre la sua lingua pianificata come lingua internazionale non ebbe molta fortuna. Tuttavia a partire dal 1960 il Bliss trovò una interessante, utile quanto inattesa applicazione, quale metodo di comunicazione utilizzabile da persone con difficoltà motorie o altre disabilità che impediscano o riducano loro la possibilità di comunicazione per mezzo della parola pronunciabile o foneticamente scrivibile.
Terapisti e professionisti che hanno avuto modo di utilizzare questo linguaggio, asseriscono che chi ha imparato e padroneggiato il Bliss ha trovato poi minori difficoltà nell'imparare a leggere e scrivere le ortografie tradizionali di lingue parlate rispetto a chi invece non conosceva il Bliss precedentemente.
La questione è tuttavia oggetto di dibattito tra gli studiosi.
Alcuni linguisti come John DeFrancis, autore di The Chinese Language (1984), e J. Marshall Unger hanno argomentato che un linguaggio scritto esclusivamente basato su ideogrammi come il Bliss allo stato attuale delle nostre conoscenze non sia mai esistito tra le lingue naturali.
Come accennato in precedenza infatti, la lingua cinese standard scritta (come pure alcune sue varianti dialettali scritte o i kanji giapponesi), pur basandosi su simboli piuttosto che su fonemi alfabetici o sillabici, conosce in realtà soltanto il 5% circa di ideogrammi o pittogrammi puri, vale a dire simboli grafici indicanti soltanto un'idea, un concetto o un oggetto concreto ma del tutto privi di altri riferimenti come ad esempio il suono della pronuncia della parola che indica quel medesimo concetto o cosa nella lingua parlata.
Più in dettaglio va detto che la lingua cinese scritta è in realtà composta sì di pittogrammi che indicano rappresentazioni grafiche della realtà, di ideogrammi propriamente detti (sia semplici che composti), di fonogrammi (cioè prestiti fonetici per cui un carattere viene scritto in modo uguale a un altro che possegga lo stesso suono nella lingua parlata), ma anche e soprattutto di composti forma/suono, ove invece si usa un ideogramma solo come radicale per definire la classe semantica di appartenenza del carattere intero e un'altra parte del carattere stesso per indicare il suono della parola, suggerendo quindi la sua reale pronuncia fonetica.
Un fenomeno simile è riscontrabile anche nei geroglifici egizi.
Il Bliss, non conoscendo alcuna relazione con i suoni (scritti o pronunciati) che nelle lingue naturali o artificiali indicano oggetti o concetti astratti, si può quindi definire come la prima lingua scritta integralmente pitto-ideografica.
Il Bissymbolics Communication International (BCI) è un gruppo di persone di diverse nazioni che agisce in qualità di autorità nella standardizzazione del linguaggio Bliss oltre che nella cura di eventuali sviluppi ed estensioni di questa lingua grafica.
Il BCI coordina l'utilizzo del linguaggio Bliss dal 1971 e ha ottenuto licenza e copyright a mezzo di accordi legali con l'autore Charles K. Bliss nel 1975 e nel 1982. Il Bliss consiste di circa 900 simboli di base.
Un esempio di frase in Blissymbolics:

"Io voglio andare al cinema."